# Antonin Młodowski
Antonin Młodowski herbu Korczak (ur. 1724 na Wołyniu, zm. 12 lipca 1778 roku w Kupieczowie), duchowny greckokatolicki, bazylianin. Koadiutor pińsko-turowski od 30 października 1758 r., konsekrowany na biskupa 24 lipca 1761 r., 1 września 1764 r. mianowany koadiutorem włodzimiersko-brzeskim, od 28 sierpnia 1768 r. administrator eparchii włodzimiersko-brzeskiej. Od lutego 1778 r. pełnoprawny ordynariusz (po śmierci biskupa Filipa Wołodkowicza).
Syn Stanisława i Barbary Nestorowicz.
W latach 1740–1743 studiował logikę w Kolegium Greckim w Rzymie.
Pochowany w katedrze we Włodzimierzu.